# Killion Munyama

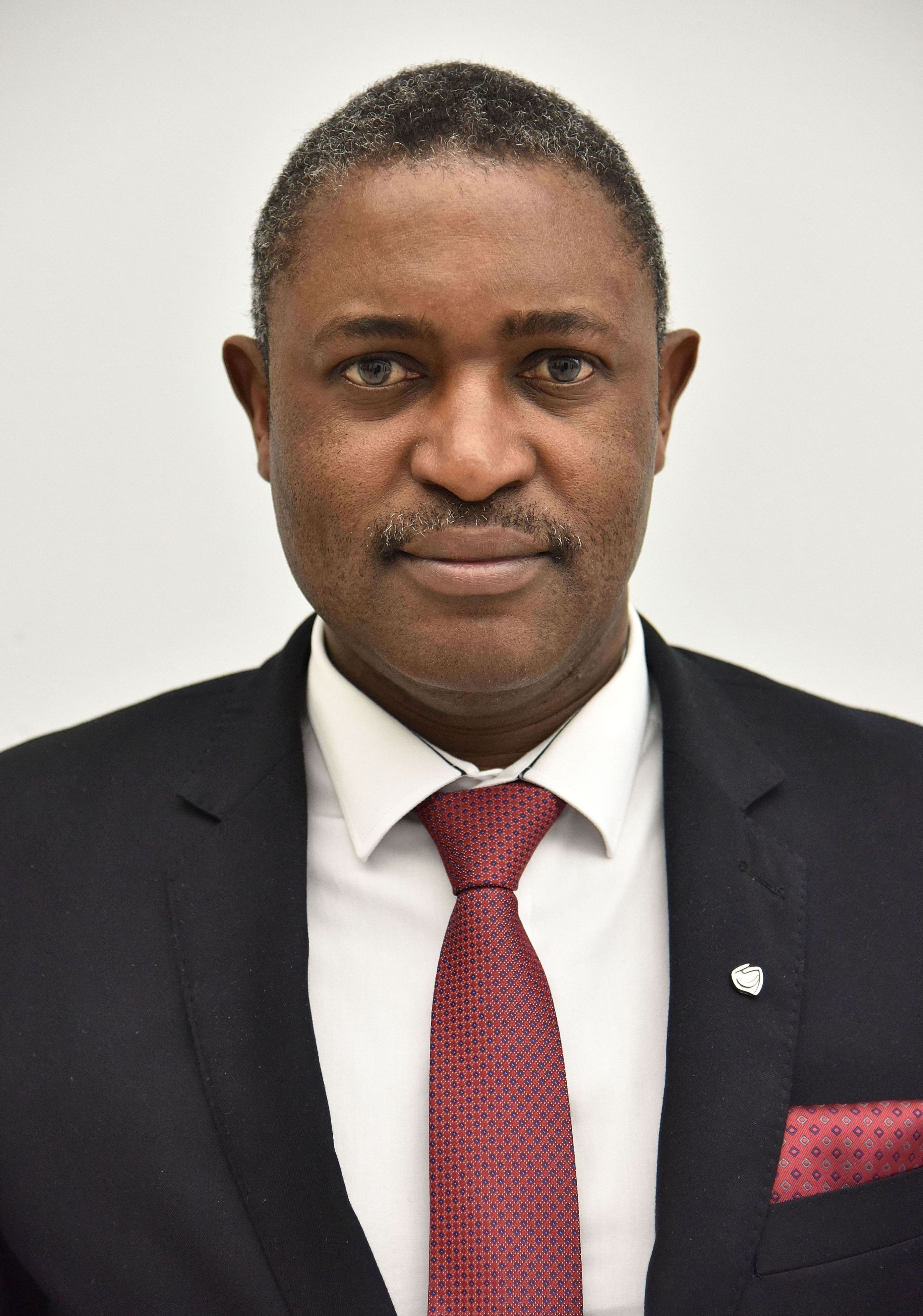
Killion Munyama (2016)

Killion Munzele Munyama (* 10. Juli 1961 in Makali, Sambia) ist ein polnischer Ökonom und Politiker.

## Leben
Munyama wurde im Süden der ehemaligen Föderation von Rhodesien und Njassaland geboren und gehört der Ethnie der Bantu an. Er wuchs in einem Vorort von Lusaka auf einer Farm auf. Im Rahmen eines staatlichen Stipendiums kam er 1981 nach Polen, wo er 1987 an der Wirtschaftsuniversität in Poznań ein Studium der Volkswirtschaftslehre als Magister abschloss. Ebenda erfolgte 1994 seine Promotion und 2012 schließlich seine Habilitation. Im Anschluss lehrte und forschte er unter anderem an der Wirtschaftshochschule in Bydgoszcz zu Fragen des Bankenwesens und des internationalen Finanzhandels.
Bereits 2002 kandidierte Munyama erfolgreich für den Kreistag des Landkreises Grodzisk und trat während der Wahlperiode der liberalen Bürgerplattform bei. 2006 kandidierte er für diese zunächst erfolglos für die regionale Selbstverwaltungskörperschaft der Woiwodschaft Großpolen, rückte jedoch 2007 über seinen Wahllistenplatz nach. 2010 gelang ihm die Wiederwahl. Bei der Parlamentswahl 2011 zog er als direkt gewählter Abgeordneter für die Bürgerplattform ins polnische Unterhaus, den Sejm. 2015 wurde er erfolgreich wiedergewählt.

## Trivia
Munyama ist seit 1991 mit einer gebürtigen Polin verheiratet und hat mit ihr drei Kinder. Er zählt zu einer kleinen Gruppe afrikanischstämmiger Personen, die in Polen im öffentlichen Leben stehen oder standen. Hierzu zählen unter anderem der ehemalige Parlamentsabgeordnete John Godson (2016 nach Nigeria zurückgekehrt), der Boxer Izuagbe Ugonoh, die Schauspielerin Aleksandra Szwed, das Model Osuenhe Ugonoh, die Fernsehmoderatoren Olimpia Ajakaiye und Rogers Cole-Wilson, die Sängerin Patricia Kazadi, der ehemalige Fußballspieler Emmanuel Olisadebe (in Polen 1997–2001) sowie der frühere Partisant und Musiker August Agbola O’Browne (ausgewandert 1958).